# Горска ушата сова
Горската ушата сова  (Asio otus) е птица от семейство Совови. Среща се и в България.

## Физически характеристики
По външен вид напомня бухал, но е значително по-дребна. Размахът на крилете ѝ е около 86 – 98 cm, дължината на тялото – 31 – 37 и тежи между 220 и 650 гр. Половият диморфизъм е слабо изразен, като женските са по-едри и тъмно оцветени. Както повечето совоподобни е активна предимно нощем, а денем стои неподвижна и добре прикрита със защитната си окраска на някой дънер или дебел клон. Подобно на бухала има „уши“ от пера и очите ѝ са с ръждиво, жълто или оранжево-червен цвят. Общия тон на оперението ѝ е кафеникав, изпъстрен с по-тъмни петънца и резки, краката са покрити с пера почти до ноктите. Гласът ѝ е по-слаб от този на бухала, но с характерните за совите тонове.

## Разпространение
Среща се в иглолистни, широколистни и смесени гори, в равнини, низини и планини, ако е оставена на спокойствие се заселва и в паркове, но като цяло отдава предпочитание на иглолистите гори. В по-студените северни райони се доближава повече до човешките поселения. В северните райони е прелетна, в зоните с умерен и субтропичен климат в Европа, Азия и северна Африка води уседнал начин на живот и в тропиците се появява предимно за да зимува.

## Начин на живот и хранене
Хранят се предимно с дребни гризачи, като мишки и полевки, което ги прави много ценен и незаменим инструмент за регулиране на екологичното равновесие и контрол на числеността на популациите на дребни гризачи. Обикновено ловува нощем от засада използвайки зрението и слуха си, които са превъзходно развити. Може да ловува успешно употребявайки и само едно от сетивата си, слухът ѝ е толкова развит, че може да локализира по шума скрит под листа и трева, невидим за окото на гризач и да го залови. Възрастните птици обикновено имат целогодишна ловна територия, която познават добре. При липса на гризачи или зимно време с дебела снежна покривка ловят и дребни птици. Лови и понякога по-едри насекоми, като скакалци и бръмбари. Захваща и убива плячката си подобно на другите представители на семейството, обръщайки назад по един от пръстите на краката си и умъртвявайки с нокти. Дребните гризачи обикновено поглъща цели. Както при другите совови, несмилаемите остатъци от храната, се акумулират в стомаха на топки постепенно и периодично биват повръщани под формата на така наречените погадки, състава на които позволява най-лесно и точно да се определи диетата на птицата.

## Размножаване
Моногамни птици. Размножителния период започва през март-април и тогава могат да се чуят призивите ѝ нощем. Мътенето започва през април-май, когато се освободят гнездата на посевните врани, които горската ушата сова предпочита за гнездене. При липса на такива заселва и гнездата на други видове вранови птици. Ролите по време на мътене са разпределени, женската мъти, а мъжкия ѝ носи храна. Снася 4 – 6 яйца, които мъти в продължение на 25 – 30 дни. Подобно и на останалите видове от семейството мътенето започва веднага след снасянето на първото яйце и малките се излюпват по различно време. Това е много успешен начин за самоконтрол на числеността на популацията, тъй като при недостиг на храна в зависимост от количеството ѝ остават определен брой малки-тези които са се излюпили първи и са по-големи. Обикновено успяват всичките да се излюпят в рамките на една седмица. Много рядко и то в така наречените „миши години“, когато има голямо изобилие на храна успяват да оцелеят всички малки. По този начин рязко нараства популацията на хищника и успява да се справи в рамките на една година със свръхколичеството гризачи, като по този начин се възстановява много бързо екологичното равновесие и не се стига до тотално унищожение на зърнените култури. Малките се излюпват слепи и покрити с мек пух, отначало майката ги храни с откъснати парченца месо, който им подава с човка. През май обикновено младите птици започват да напускат гнездото. Малките са доста шумни отначало и остават с родителите си до есента, обикновено биват хранени още 2 – 3 месеца от възрастните птици, докато станат способни напълно самостоятелно да си осигуряват прехрана. След това започват да търсят район богати на храна. Това мигриране на младите птици осигурява плътност на популацията адекватна на плячката им.

## Допълнителни сведения
На територията на България е рядък и защитен от законите вид. В някои страни развъдени от хората птици се продават и използват като ловни птици или домашни любимци. Цената в ЕС варира между 300 и 900 евро. За отглеждането ѝ на територията на повечето страни от ЕС птицата трябва да притежава съответните сертификати удостоверяващи, че е излюпена и отгледана в неволя, cites и др.